# Pancas
Pancas es un municipio en el estado brasileño de Espírito Santo. Su población censada en 2010 fue de 21.520 habitantes.
Cuenta con lengua cooficial como el pomeranio del Este.